# Grindelia squarrosa
Grindelia squarrosa ist eine Pflanzenart aus der Gattung Grindelia in der Familie der Korbblütler (Asteraceae). Sie gedeiht in den Steppen der Great Plains. Sie ist vor allem wegen ihres Harzes bekannt, das von den amerikanischen Ureinwohnern als Heilmittel verwendet wurde und in der Homöopathie eingesetzt wird. Der Gattungsname ehrt den deutsch-baltischen Arzt, Apotheker und Botaniker David Hieronymus Grindel (1776–1836).

## Beschreibung

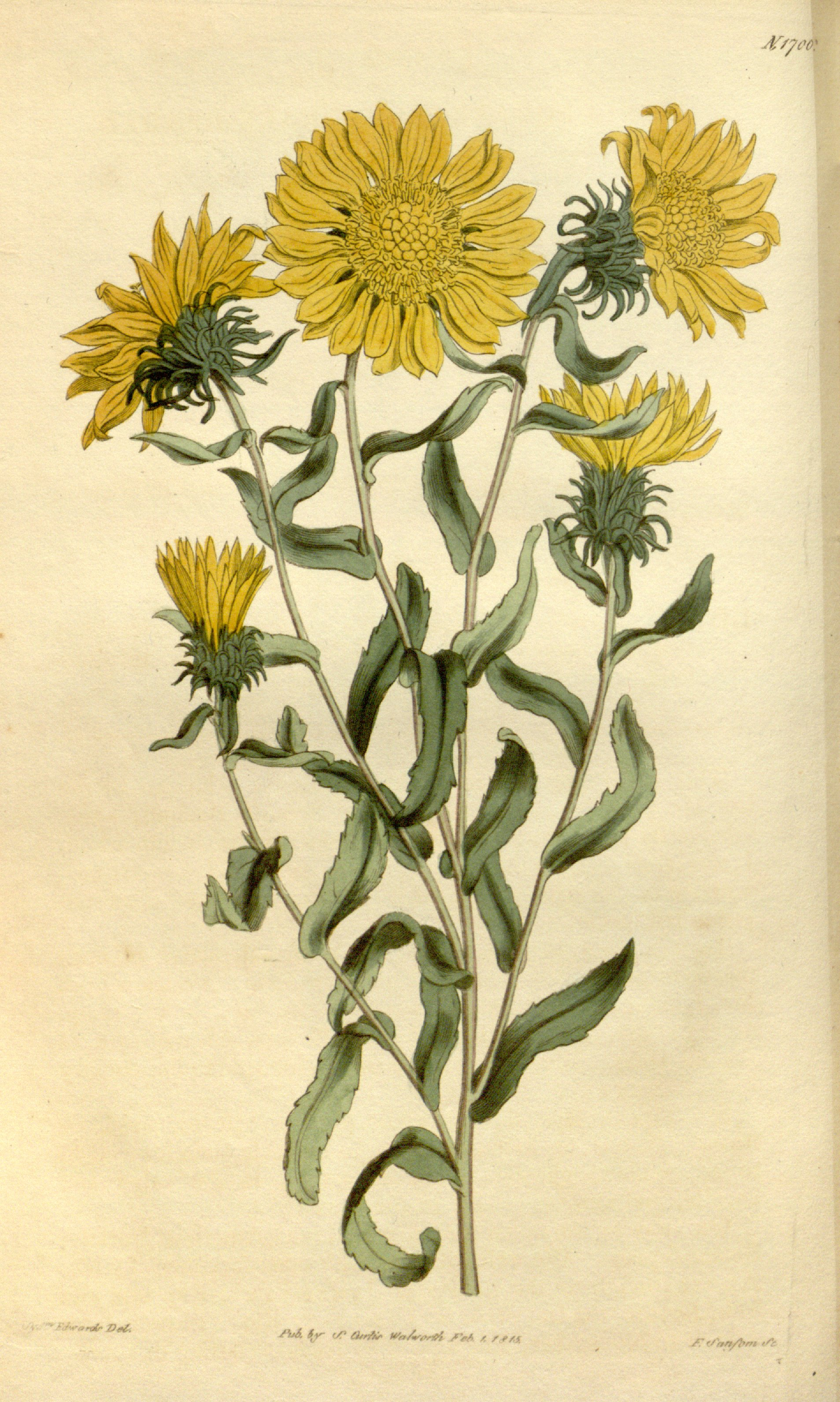
Illustration

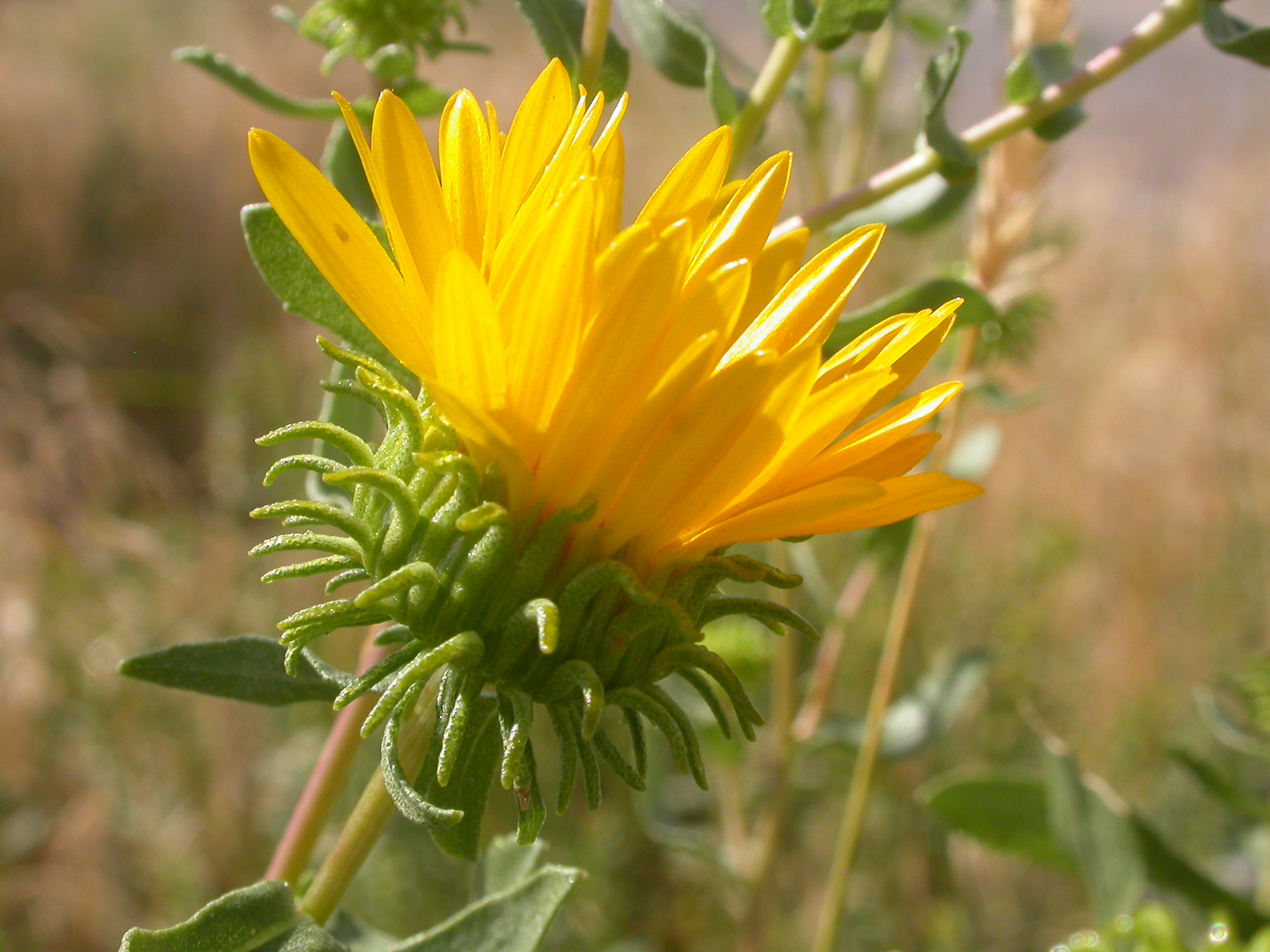
Blütenkorb im Detail

### Vegetative Merkmale
Grindelia squarrosa wächst als zweijährige bis ausdauernde, krautige Pflanze oder Halbstrauch. Sie blüht allerdings für gewöhnlich schon im ersten Jahr und ist kurzlebig. Sie erreicht Wuchshöhen von selten nur 10 bis meist 40 bis 100 Zentimetern. Die selbstständig aufrechte Sprossachse ist kahl und weißlich oder strohfarben, selten rötlich oder gräulich.
Die wechselständig an den Sprossachsen verteilt angeordneten Laubblätter sind im unteren Bereich gestielt, weiter oben sitzend. Die Blattbasis ist mehr oder weniger stängelumfassend. Die Blattspreite ist bei einer Länge von selten 10 bis überwiegend 15 bis 70 Millimetern zwei- bis fünf-, selten bis zu zehnmal so lang wie breit. Die Form wird als oval, eiförmig, verkehrt-eiförmig oder länglichen bis spatelförmig, verkehrt-lanzettlich, lanzettlich oder linealisch beschrieben. Der Blattrand ist vorwiegend gekerbt bis gesägt, mit drei bis sechs oder mehr gerundeten bis stumpfen, harzigen Zähnen pro Zentimeter. Seltener ist er ganzrandig. Das obere Ende der Spreite ist stumpf oder spitz und beide Seiten sind kahl und stark drüsig punktiert.

### Generative Merkmale
Die Blütezeit reicht in Nordamerika von Juli bis September oder manchmal Oktober. Die körbchenförmigen Blütenstände stehen selten einzeln, sondern meist in offenen oder gedrängten schirmtraubigen Gesamtblütenständen zusammen. Der Hüllkelch (Involucrum) ist bei einer Höhe von 6 bis 11 Millimetern sowie einem Durchmesser von 8 bis 20 Millimetern breit-krugförmig bis halbkugelig oder kugelförmig. Die in fünf oder sechs Reihen stehende Hüllblätter (Involucralblätter) sind zurückgebogen bis ausgebreitet oder angedrückt. Die Hüllblätter sind fadenförmig oder linealisch bis lanzettlich-linealisch oder lanzettlich-pfriemlich, mit pfriemlichem bis zylindrischem Querschnitt. Ihr oberes Ende ist nach außen oft mehr oder weniger umgebogen bis hakenartig oder eingerollt, seltener fast gerade. Die Hüllblätter sind moderat bis stark harzig.
Ein Blütenkorb enthält 24 bis 36 (12 bis 40) Zungenblüten, zuweilen fehlen Zungenblüten ganz, und viele Röhrenblüten. Die Zungen der Zungenblüten sind 8 bis 14 Millimeter lang.

### Früchte
Die weißlichen, strohfarbenen, braunen oder grauen Achänen sind 1,5 bis 4,5 Millimeter lang sind. Ihre oberen Enden sind glatt, kronenartig oder knaufartig. Ihre Seiten sind glatt, streifig oder mehr oder weniger gefurcht. Der Pappus besteht aus meist zwei oder drei, selten bis zu acht Schuppen oder Grannen. Die glatten oder bärtigen, ahlenförmigen Schuppen können gerade, gewunden oder gekraust sein. Die Grannen sind borstenförmig. Der Pappus ist mit einer Länge von 2,5 bis 5,5 Millimetern kürzer als die Röhrenblüten.

### Chromosomenzahl
Die Chromosomengrundzahl beträgt x = 6; es liegt Diploidie mit einer Chromosomenzahl von 2n = 12 vor.

## Vorkommen
Ursprünglich war Grindelia squarrosa wohl in den Great Plains und an den Rocky Mountains verbreitet. Von dort aus hat sie sich stark ausgebreitet und ist in Nordamerika vom südlichen Kanada über die gesamten Vereinigten Staaten mit Ausnahme des Südostens bis in den nördlichen mexikanischen Bundesstaat Chihuahua weitverbreitet.
Neophytische Vorkommen wurden auch aus der Ukraine und aus Mitteldeutschland gemeldet.
Grindelia squarrosa gedeiht auf Ödland und an Wegrändern auf bevorzugt trockenen Böden, aber auch auf feuchterem Untergrund. Auf überweideten Arealen ist diese Art oft bestandsbildend.

## Systematik
Die Erstveröffentlichung erfolgte 1813 unter dem Namen (Basionym) Donia squarrosa durch Frederick Traugott Pursh in Flora Americae Septentrionalis; or, ..., 2, Seite 559. Die Neukombination zu Grindelia squarrosa (Pursh) Dunal wurde 1819 durch Michel Félix Dunal in Mémoires du Muséum d’Histoire Naturelle, 5, Seite 50 veröffentlicht. In der Flora of Northamerica 2010 gelten Grindelia aphanactis Rydberg, Grindelia nuda Alph.Wood, Grindelia nuda var. aphanactis (Rydberg) G.L.Nesom, Grindelia serrulata Rydberg, Grindelia squarrosa var. nuda (Alph.Wood) A.Gray, Grindelia squarrosa var. serrulata (Rydberg) Steyermark als Synonyme für Grindelia squarrosa (Pursh) Dunal.
Von Grindelia squarrosa wurden Varietäten beschrieben, die allerdings von vielen Autoren nicht anerkannt sind:
- Grindelia squarrosa (Pursh) Dunal var. squarrosa
- Grindelia squarrosa (Pursh) Dunal var. quasiperennis
- Grindelia squarrosa var. serrulata G.L.Nesom
- Grindelia squarrosa var. nuda (Alph.Wood) A.Gray – Umstritten ist auch, ob es sich bei diesen Pflanzenexemplaren ganz ohne Zungenblüten um eine eigene Art Grindelia nuda Wood handelt.[2]

Grindelia squarrosa bildet natürliche Hybriden mit Grindelia arizonica in Arizona und New Mexico.
Heute sind vier Arten, die gemeinsam als Kalifornische Grindelien bezeichnet werden und Stammpflanzen für die pharmazeutische Droge Grindelia herba bzw. Grindeliakraut sind:
- Grindelia camporum
- Grindelia humilis
- Grindelia robusta
- Grindelia squarrosa

Bei den in Mitteleuropa bisher gefundenen und als Grindelia squarrosa bezeichneten Exemplaren handelt es sich jedoch eindeutig um (mindestens) zwei eigentlich für Feldbotaniker unverkennbar unterscheidbare Arten, nämlich Grindelia squarrosa sensu stricto und Grindelia hirsutala, wobei letztere Bezeichnung als ein Synonym für die vor allem in der Pharmazie verwendete Bezeichnung „Grindelia robusta“ gilt, die von Feldbotanikern bisher meist als Grindelia squarrosa var. quasiperennis bestimmt wird.

## Verwendung
Grindelia squarrosa wurde von vielen nordamerikanischen Ureinwohnern als Medizinpflanze verwendet. Die Blackfoot verwendeten Wurzelextrakte bei Leberbeschwerden. Die Cheyenne setzten das Blütenharz bei Hautkrankheiten ein. Andere Völker verwendeten Extrakte aus dem Harz der Pflanzen bei Erkältungen, Bauchschmerzen oder als Verhütungsmittel.
Die Pflanze wird aufgrund ihres hohen Gehalts an Mono- und Di-Terpenen, die in einen Kerosin- oder Düsentreibstoff ähnlichen Treibstoff umgewandelt werden können, als potenzielle Quelle für Biokraftstoffe untersucht. Die Anpassung der Pflanze an das trockene Klima macht sie attraktiv, da ihr Anbau in Wüstengebieten nicht mit traditionellen Nahrungspflanzen konkurrieren würde.